# Onthophagus finschi
Onthophagus finschi là một loài bọ cánh cứng trong họ Bọ hung (Scarabaeidae).